# Château de Hunedoara
 (août 2025).
Pour les articles homonymes, voir Corvin.
Le château de Hunedoara, dit aussi Château des Corvin (en roumain : Castelul Corvinilor ; en hongrois : Vajdahunyadi vár), est le plus grand château de Roumanie. Il se trouve à Hunedoara, dans le Pays de Hațeg, au sud-ouest de la Transylvanie.

## Histoire
La première fortification bâtie sur l'actuel emplacement du Château des Corvin date de la fin du XIVe siècle ou du début du XVe siècle. Orientée selon l'axe nord-sud, cette fortification aux murs épais de deux mètres avait une forme ellipsoïdale. À partir de 1440, Jean Hunyadi, le propriétaire, commença les travaux de transformation de cette fortification. Le nouveau château, bâti dans le style gothique, privilégia la fonction militaire de l'ancienne fortification, tout en recevant quelques-unes des caractéristiques d'un château de plaisance. Du vivant de Jean Hunyadi, les travaux ont connu deux étapes. Pendant la première, de 1440 à 1446, les efforts des bâtisseurs se sont concentrés sur la fonction militaire du château. Au cours de la deuxième étape, à partir de 1446 (date à laquelle Jean Hunyadi devint régent du royaume de Hongrie) et jusqu'à la mort du propriétaire (en 1456), la fonction château de plaisance s'est vue privilégiée.
Au fil des siècles, le château a été la propriété de plusieurs princes de Transylvanie, dont Mathias Corvin, Gabriel Bethlen ou bien Mihály Apafi Ier. Ces propriétaires ont procédé à des travaux d'agrandissement, dont les plus importants ont été faits au cours de la deuxième moitié du XVe siècle, au XVIe siècle et au XVIIe siècle.
Les premiers grands travaux de restauration ont été faits au XIXe siècle.
Le château abrite plusieurs fresques datant du XVe siècle au XVIIe siècle. Dans la cour intérieure se trouve une fontaine profonde[pas clair] de 30 mètres. La légende veut qu'elle ait été creusée pendant 15 ans par des prisonniers turcs auxquels on avait promis la liberté s'ils trouvaient de l'eau. Toujours selon la légende, la promesse n'aurait pas été tenue. Les prisonniers laissèrent en réponse ce message : « Vous avez peut-être de l'eau, mais vous n'avez pas d'âme ».

## Au cinéma et à la télévision
Le château de Hunedoara a servi de lieu de tournage : 
- pour le téléfilm en cinq épisodes Les Rois maudits, en 2005;
- pour le film Jacquou le Croquant, en 2006;
- pour le film Fright Night 2 sorti le 1er octobre 2013;
- pour des séquences du début du film Ghost Rider 2: L'Esprit de vengeance avec Nicolas Cage ;
- pour le film The Nun, sorti en 2018 (spin-off de Conjuring 2 : Le Cas Enfield sorti en 2016) ;
- pour le film vidéo Dragonheart: La Bataille du cœur de feu sorti en 2017[1].
- pour la série Shardlake (en), sortie en 2024[2]
- pour le film Nosferatu en 2024[3].

## Galerie

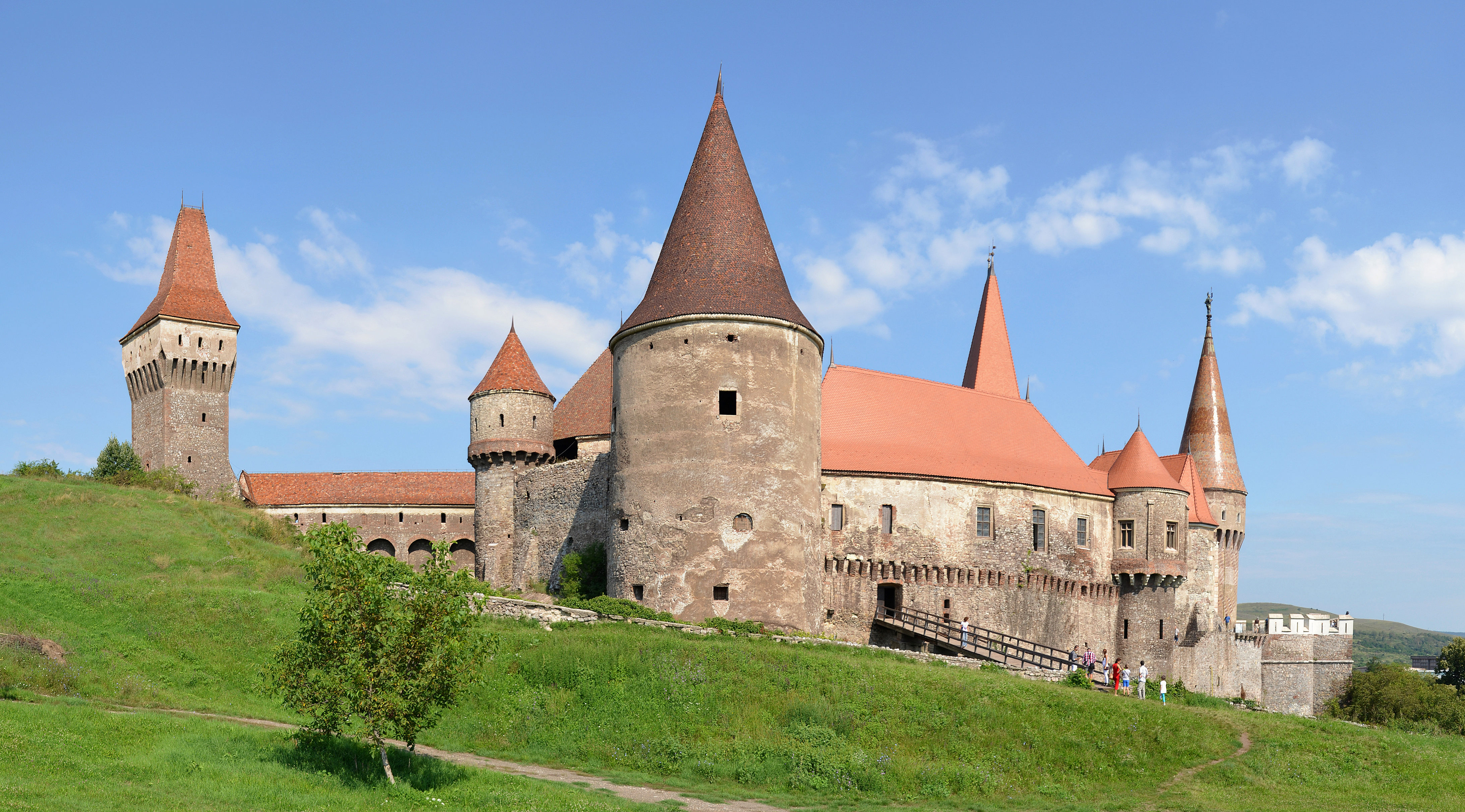
Vue générale du château de Hunedoara
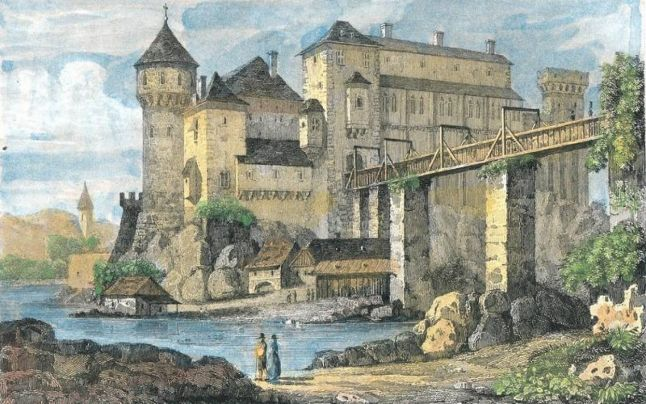
Le château de Hunedoara par Augustin François Lemaître
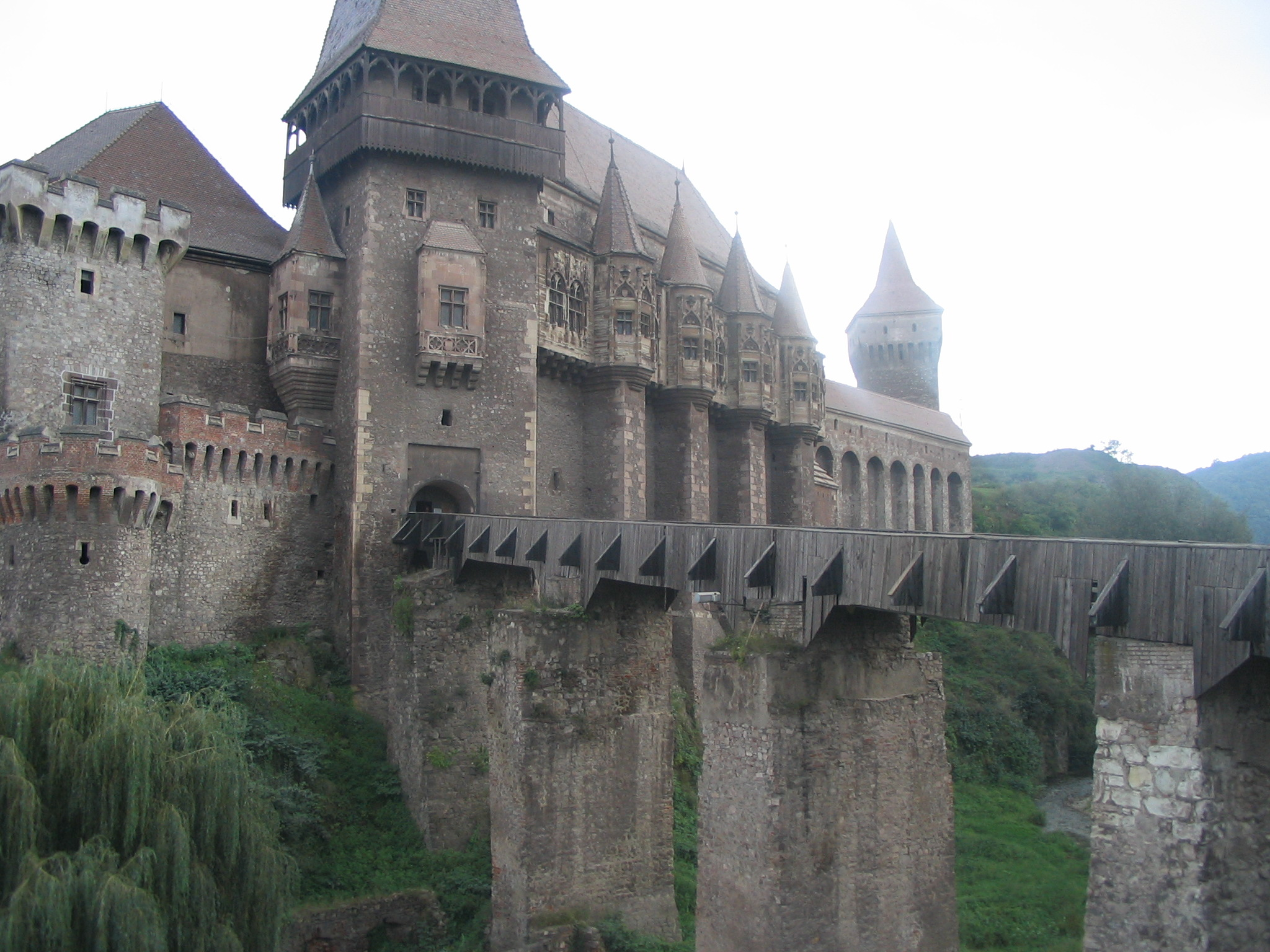
Château de Hunedoara - l'entrée principale avec pont-levis
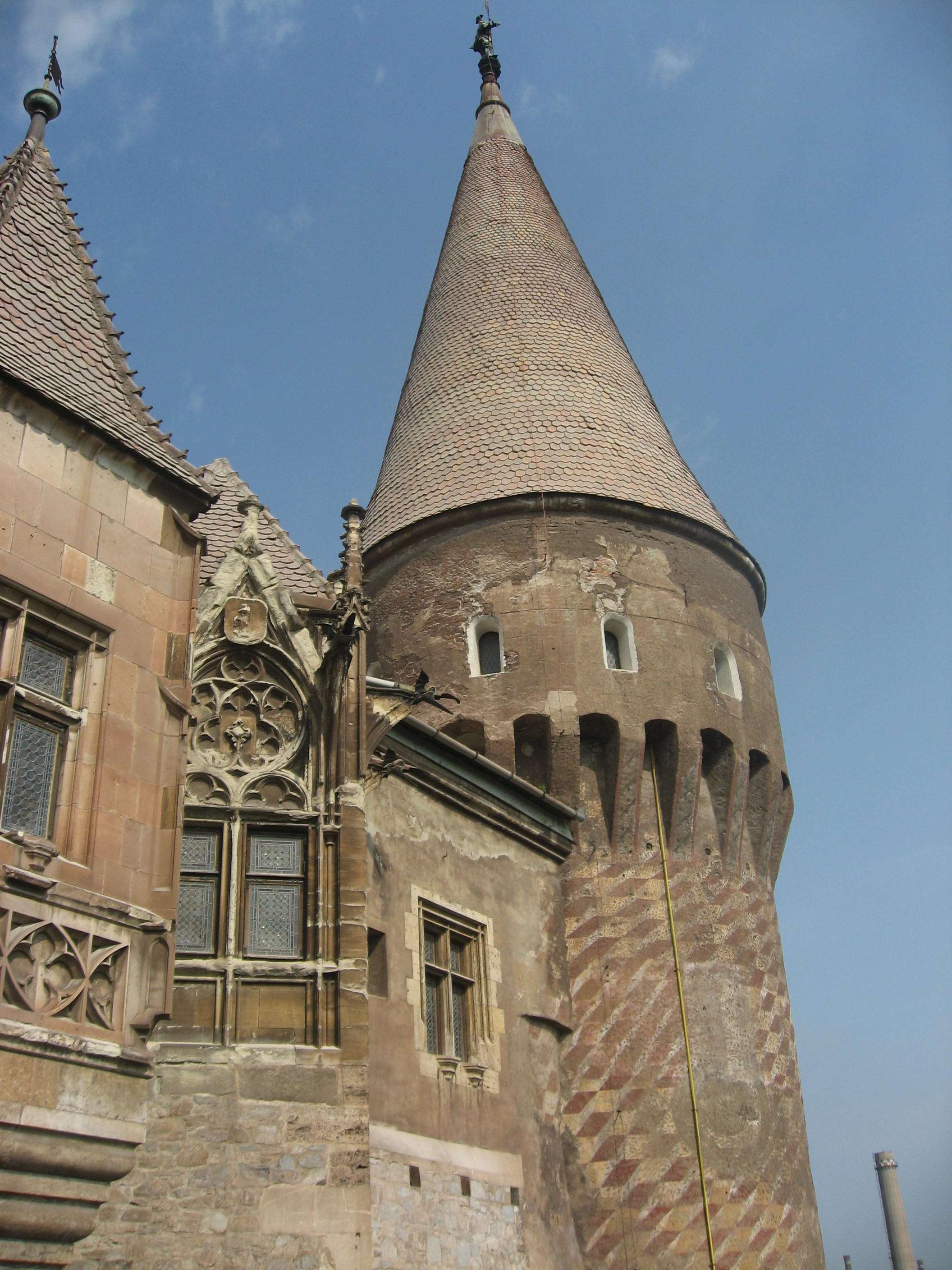
Le donjon du château
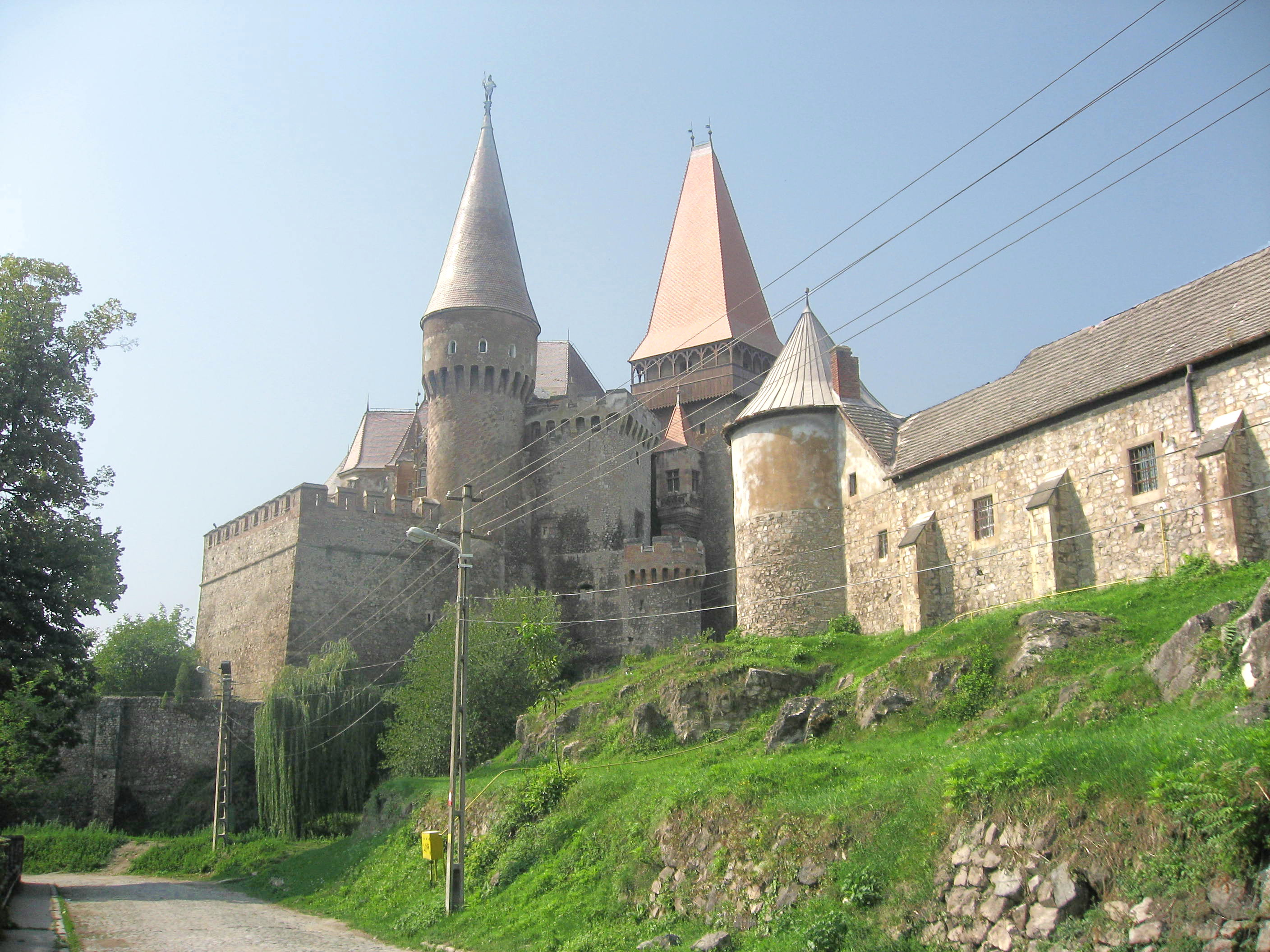
Les remparts
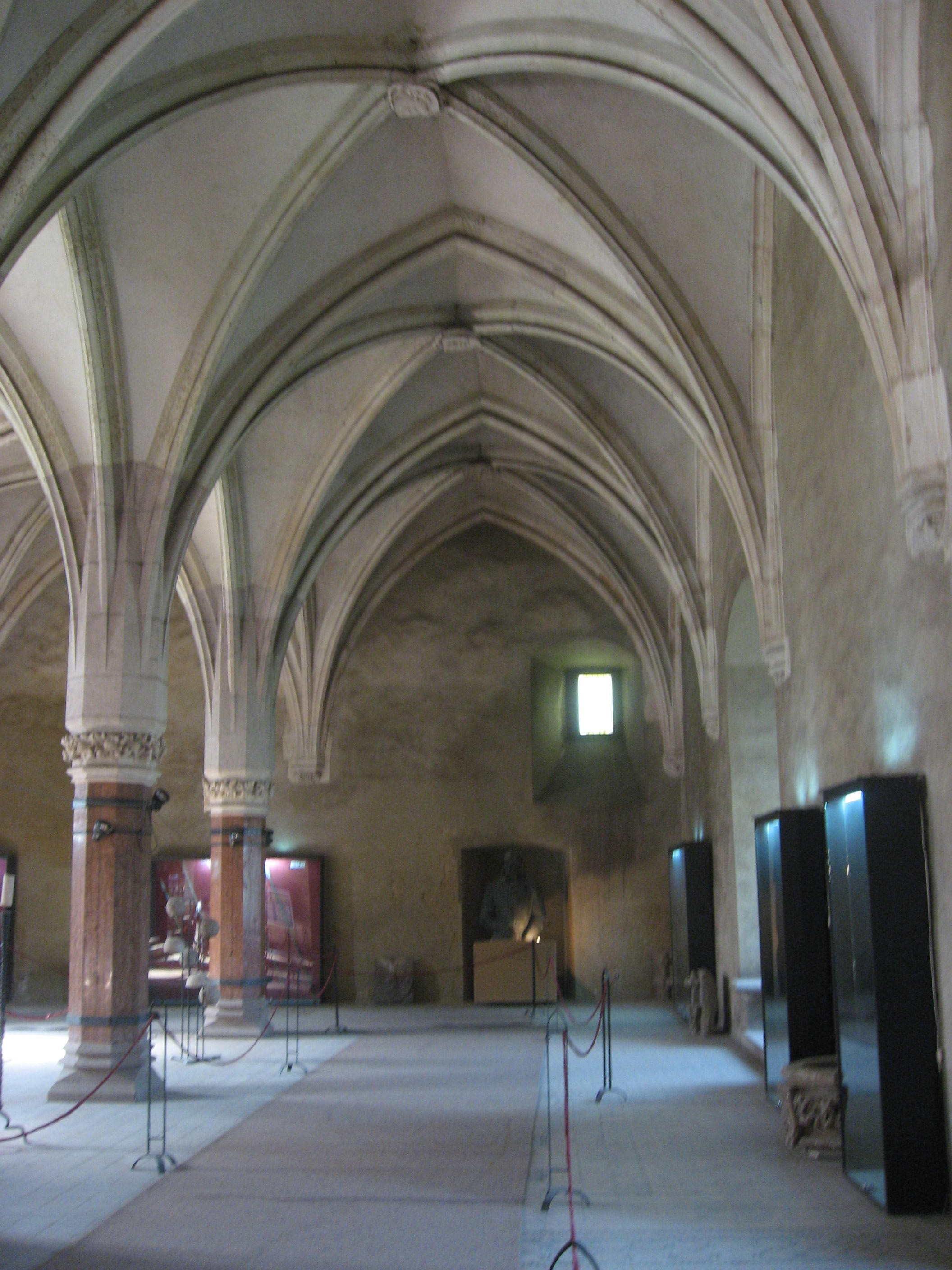
Salle des chevaliers
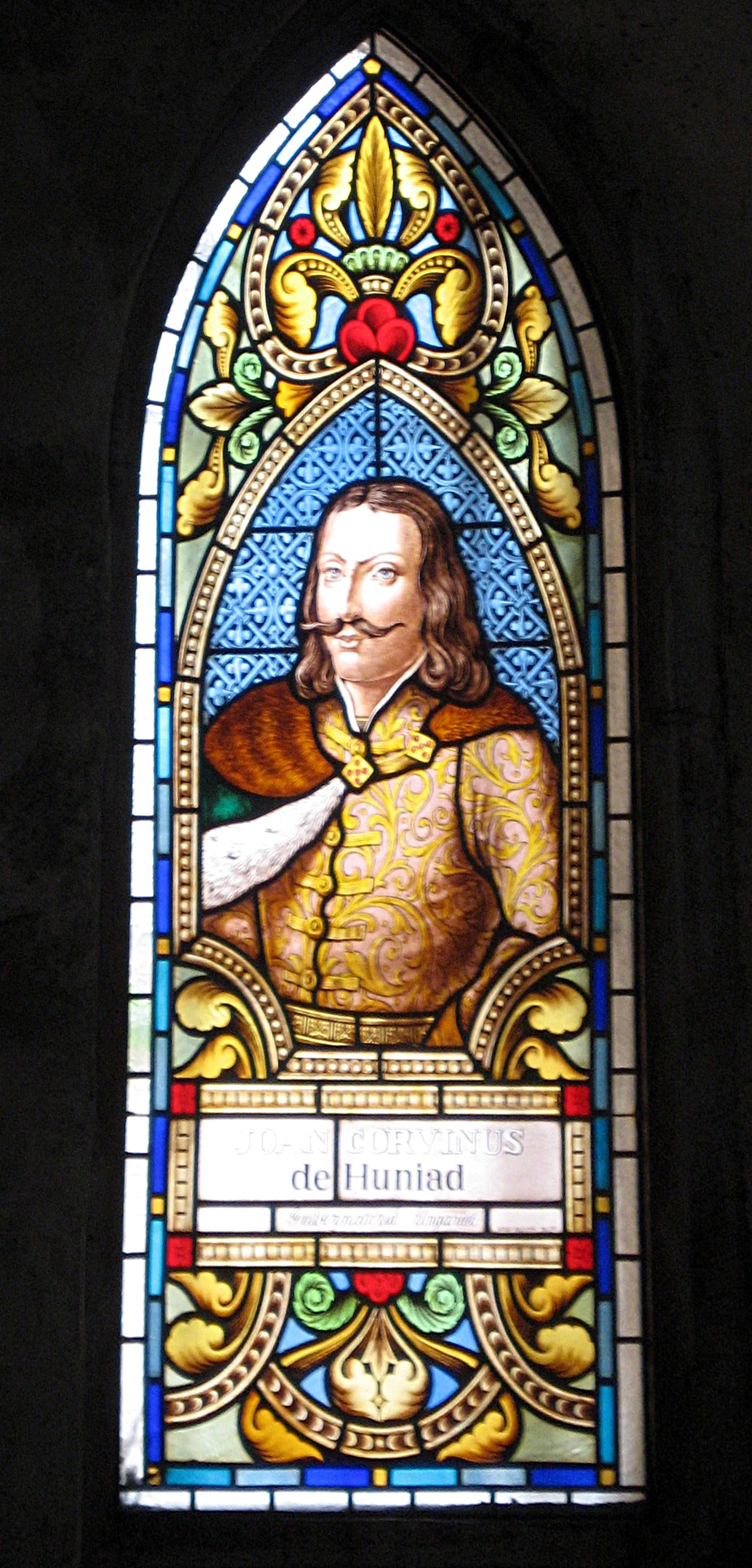
Jean Hunyadi

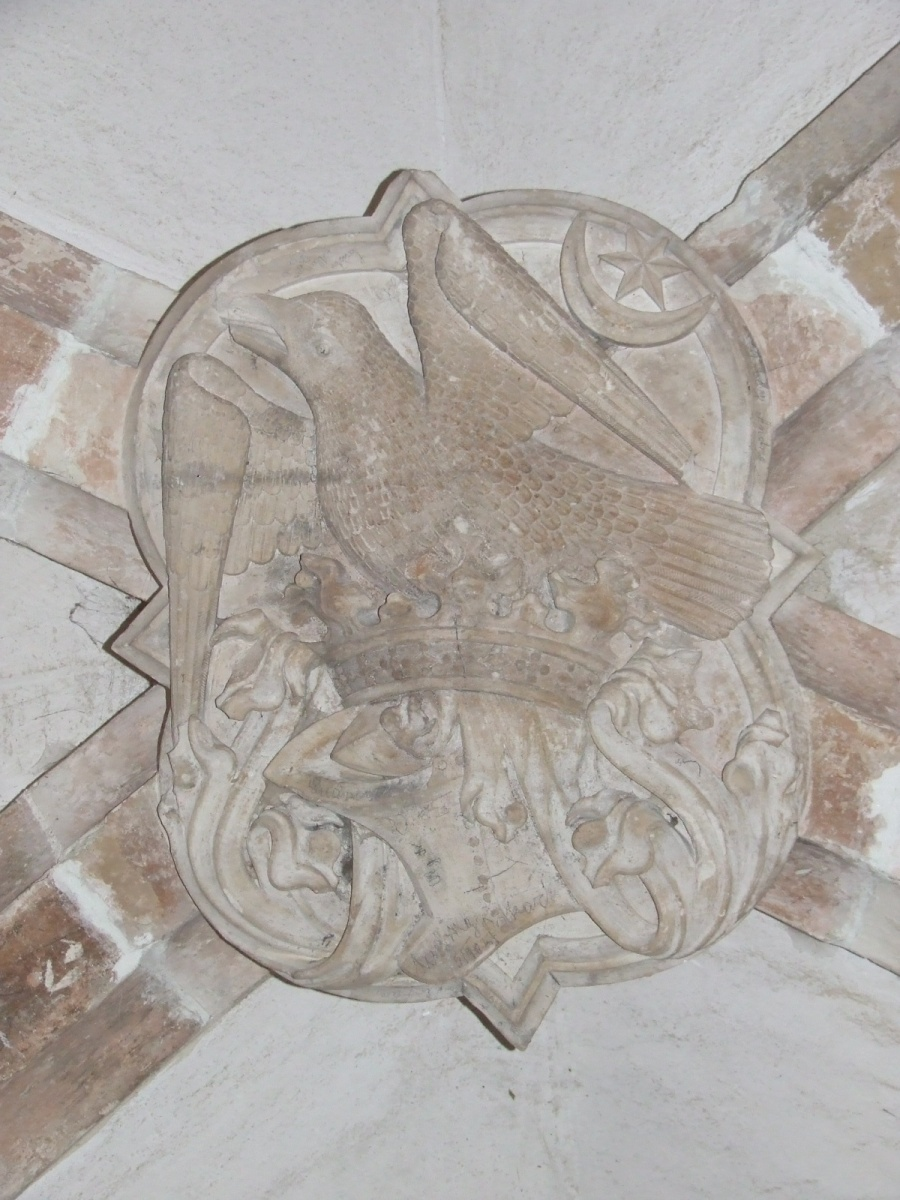
Armes de la famille Corvin/Hunyadi
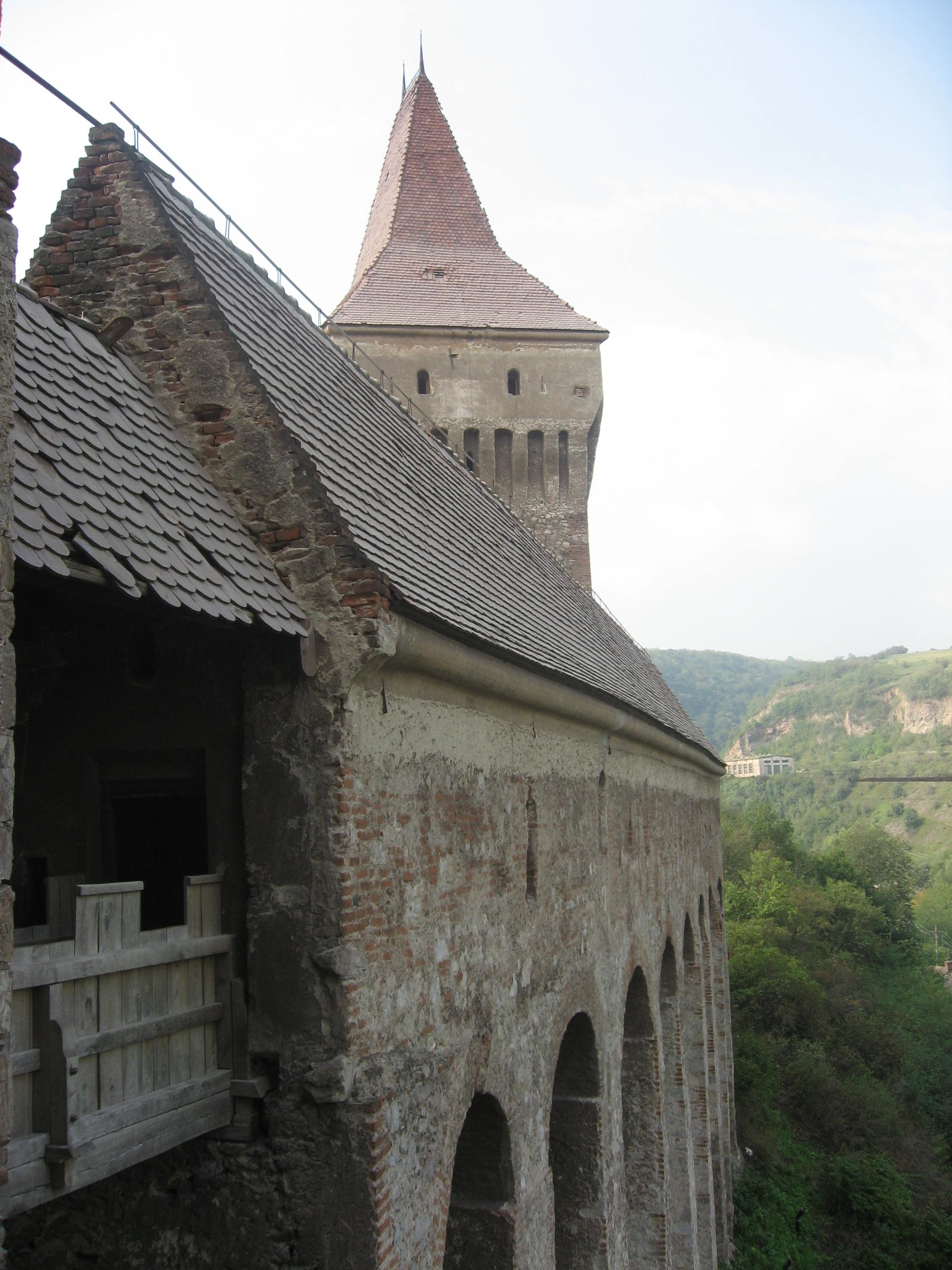
Chemin de ronde
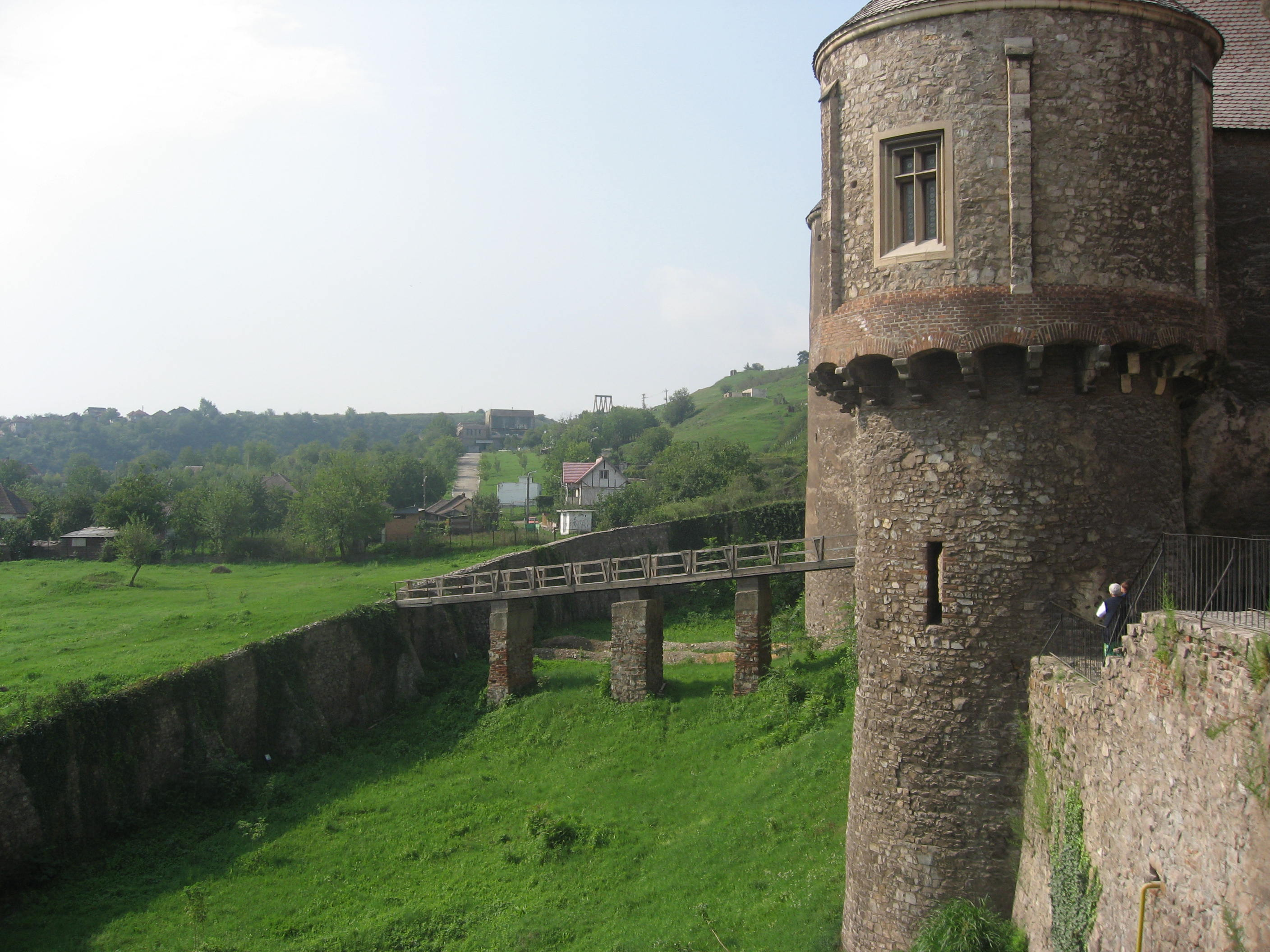
Tour de guet et deuxième pont-levis
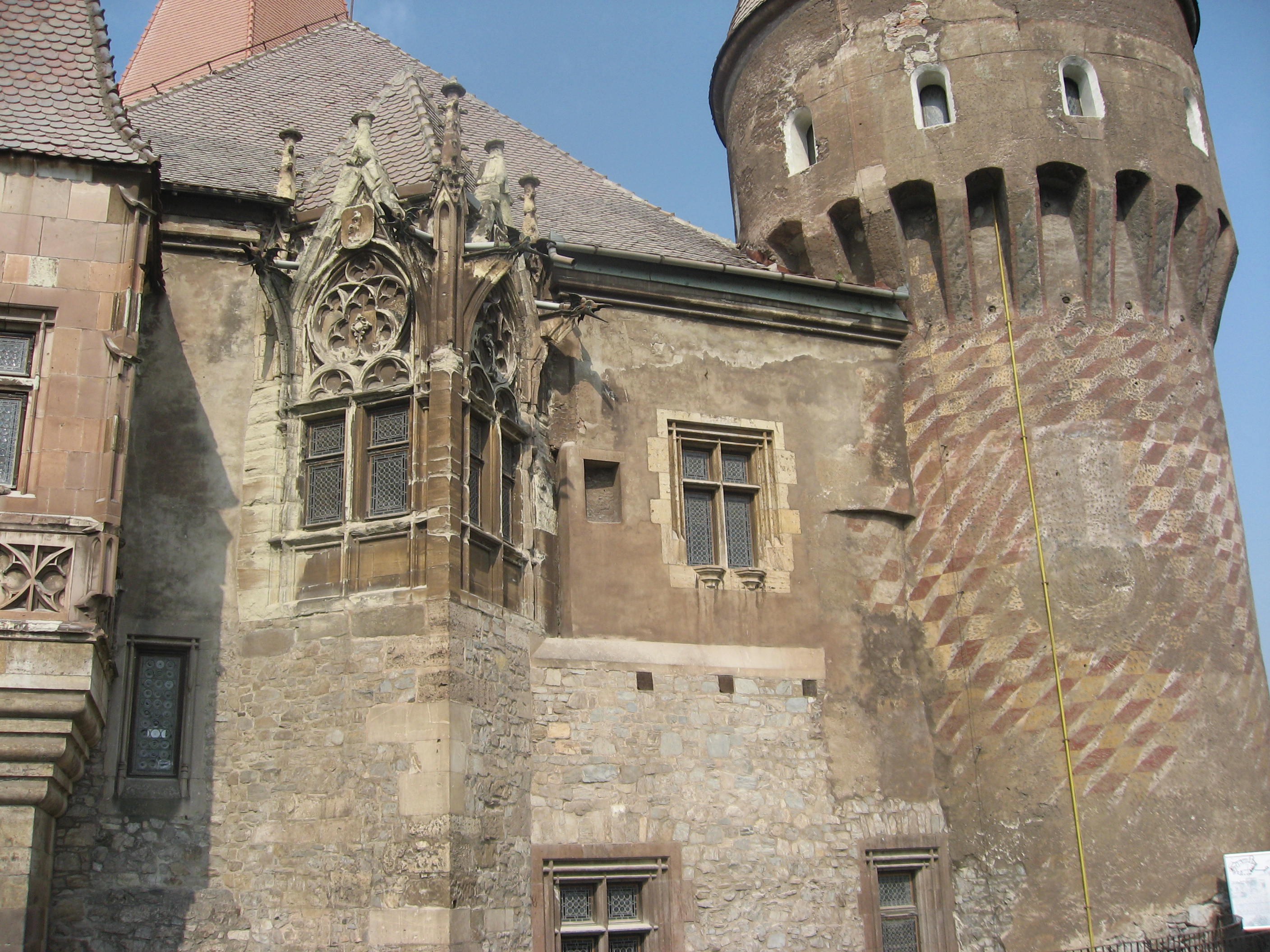
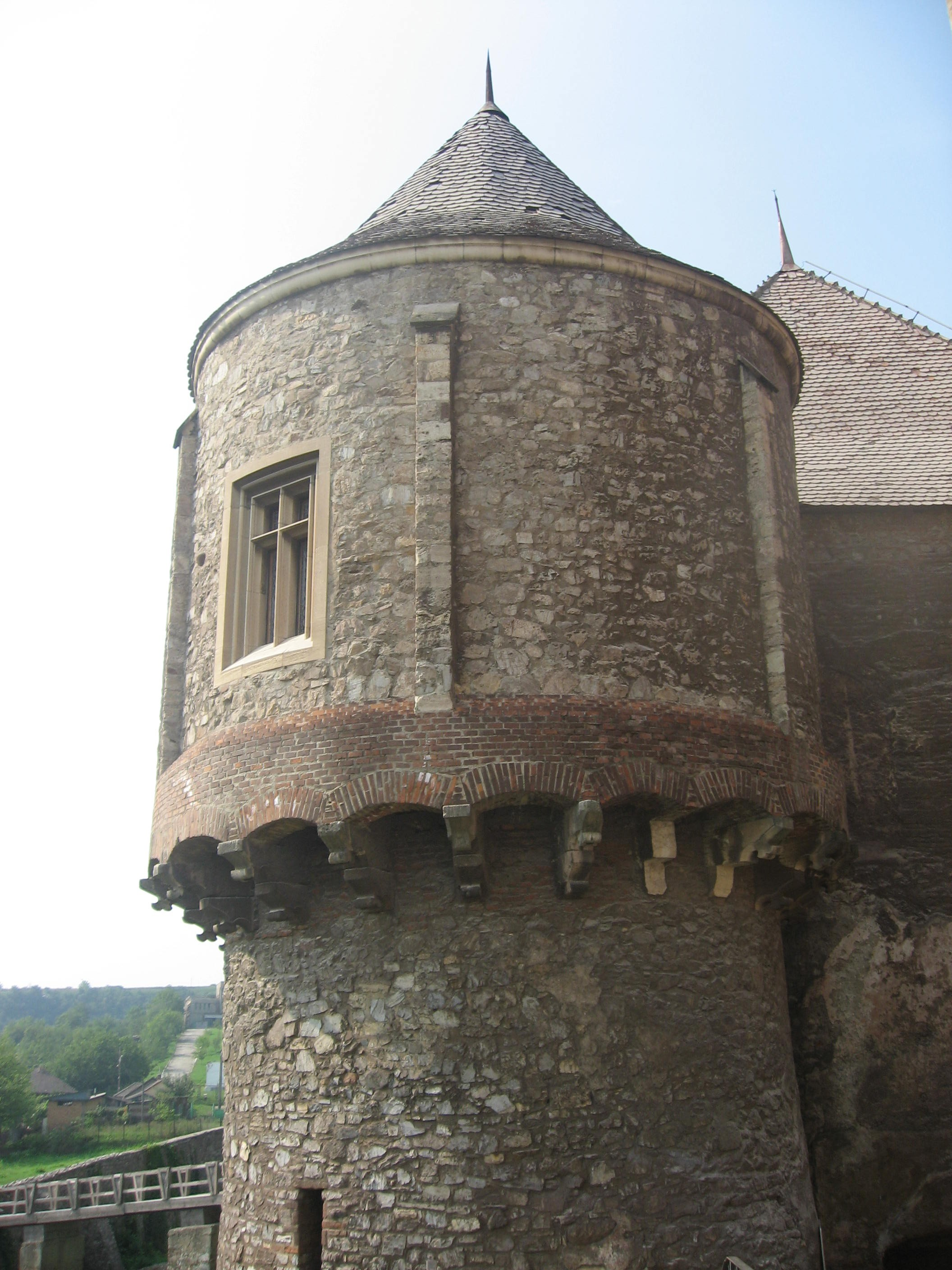
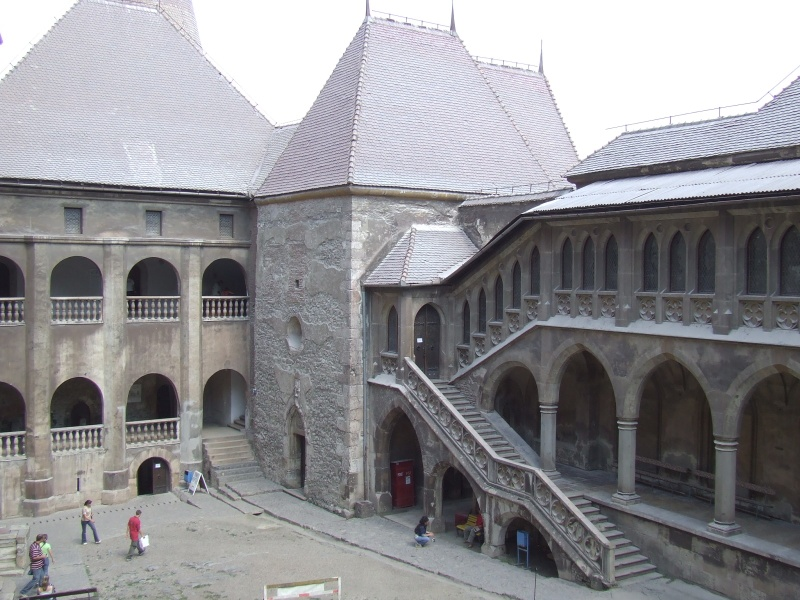
Cour intérieure
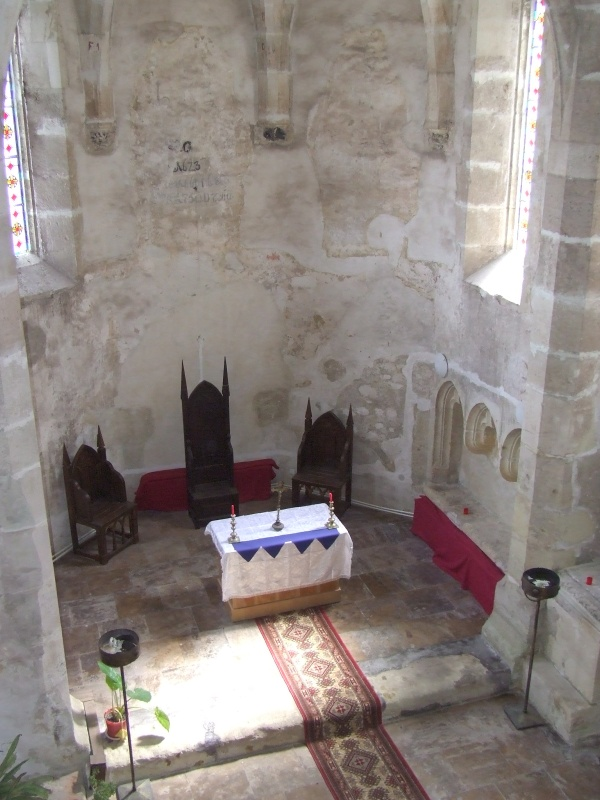
La Chapelle